# Oiva Ketonen

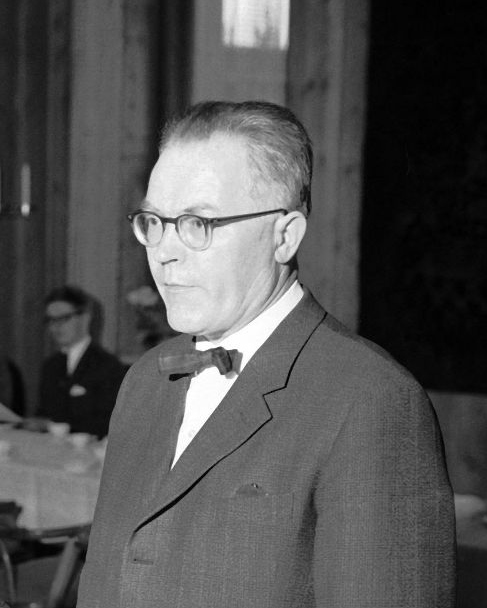
Oiva Ketonen år 1966.

Oiva Toivo Ketonen, född 21 januari 1913 i Östermark, död 3 september 2000 i Helsingfors, var en finländsk filosof.
Ketonen studerade filosofi för Eino Kaila tillsammans med Erik Stenius och Georg Henrik von Wright. Han avlade filosofie doktorsexamen 1946. Han var 1948–1951 docent och 1951–1977 professor i teoretisk filosofi vid Helsingfors universitet.
Ketonen inledde sin karriär som en av formallogikens pionjärer i Finland. Han vistades vid flera tillfällen som gästforskare i England och USA. Senare ägnade han sig åt ett idéhistoriskt och kulturfilosofiskt författarskap, främst i verken Suuri maailmanjärjestys (1948), Eurooppalaisen ihmisen maailmankatsomus (1961) och i essäsamlingen Ihmisenä olemisesta (1981). Boken Se pyörii sittenkin (1975) var en populär introduktion till vetenskapsfilosofin.
Som professor fostrade Ketonen två generationer av analytiska filosofer. Han hade under 1960-talet en framskjuten roll inom den statliga högskoleadministrationen. År 1980 erhöll han hederstiteln Akademiker.